# الحزب الجمهوري الحر
الحزب الجمهوري الحر هو حزب سياسي مصري أقيم في 4 يوليو 2006. يؤمن الحزب بالليبرالية الاقتصادية القائمة على نظام الاقتصاد الحر ويؤمن بأن الشريعة الإسلامية هي المصدر الرئيسي للتشريع. كان يرأس الحزب قبل ثورة 25 يناير الدكتور حسام عبد الرحمن والذي وقف ضد الثورة وأعلن أنه ضد الثورة ومع حسني مبارك[بحاجة لمصدر] وقد اجتمع الحزب وانتخب محمد السايس رئيسًا للحزب، والكاتب الشاعر محمد غنيم النائب الأول، وتم تشكيل جميع الأمانات بفكر يواكب أفكار الثورة.